# Gramática tradicional
La gramática tradicional es el enfoque gramatical precientífico empleado en la educación y la enseñanza de lenguas. En general la gramática tradicional consta de una terminología clasificatoria para los elementos que intervienen en la gramática y para cada lengua concreta formula una serie de reglas concretas.
El objetivo de esta gramática no es analizar la estructura de las lenguas sino crear una jerga especializada que permita hablar con mayor propiedad de los hechos de las lenguas y facilitar su uso y aprendizaje en situaciones prácticas. En general los conceptos y la terminología de la gramática tradicional resultan inadecuados para los problemas actualmente planteados en la investigación lingüística donde se usan otros enfoques teóricos más formales como por ejemplo la gramática generativa o la gramática funcional.

## Sintaxis en gramática tradicional
La sintaxis es la parte de toda teoría gramatical que estudia la estructura interna de una oración y sus partes formantes. En gramática tradicional se analizan usualmente una oración que expresa una predicación verbal como la unión de un sujeto y un predicado. Siendo el sujeto y predicado una secuencia de palabras consecutivas. Esta estructura ingenua, aunque puede aclarar la estructura básica de muchas oraciones, solo se puede aplicar a oraciones declarativas que tienen el orden básico SVO donde el sujeto precede al predicado verbal (o le sigue). Esto no sucede comúnmente en las oraciones interrogativas y en las oraciones con dislocaciones como:
(1) ¿Qué desayuna María por las mañanas?
(2) El encargo, te lo traerá Juan mañana cuando venga.
En (1) el sujeto lógico (María) interrumpe lo que podría considerarse como el predicado, por lo que no se puede decir que la oración (1) conste de la yuxtaposición simple de un sujeto y un predicado. En (2) tenemos un argumento del verbo (el encargo) dislocado a la derecha por lo que la estructura de la frase de nuevo no es la unión simple de un sujeto y un predicado. Además la descomposición "sujeto + predicado" resulta inaplicable a lenguas cuyo orden básico es VSO como sucede en las oraciones principales del árabe clásico o el galés.
Estos problemas del análisis "sujeto + predicado" más elemental han sido tratados de diferentes formas en los enfoques gramaticales modernos. Por ejemplo, desde los primeros modelos de 
gramática generativa se introduce además el desplazamiento. De acuerdo con esta propuesta la mente del hablante parte de una estructura o plantilla para la colocación de los constituyentes básicos de la oración, y a continuación de acuerdo con ciertos principios aparecen ciertos "desplazamientos". Así el hecho de que el sujeto aparezca en medio de la secuencia "predicado" podría ser explicado mediante un desplazamiento.

### Estructura del sujeto
En gramática tradicional es común asumir que el sujeto es un sintagma nominal compuesto, cuyo núcleo es un nombre que designa el "inteviniente" principal de la predicación modificado o complementado por complementos del nombre y/o algún tipo de determinante. Un ejemplo de este tipo de sujetos sería:
(3) [[[[El hombre] alto] [de gafas]] [que te presenté]]] falleció de infarto cardíaco ayer.
Aquí los corchetes más exteriores comprenderían el sujeto completo y tanto alto como las expresiones entre corchetes que siguen a el hombre serían complementos del nombre.
En el enfoque más moderno de la gramática generativa el sujeto sería generalmente un sintagma nominal o bien un sintagma determinante. Este en la mayoría de casos sería "interpretado" o generado dentro del sintagma verbal y posteriormente se desplazaría a la posición de especificador del sintagma de tiempo. Esto resuelve tanto el hecho de como el sujeto recibe caso sintáctico como el hecho de que pueda aparecer en diversas posiciones, o incluso que el sujeto de una oración en voz pasiva sea frecuentemente un paciente y no un agente de la predicación verbal.

### Estructura del predicado
En la gramática tradicional el predicado se interpreta semánticamente como lo dicho o lo significado por predicación verbal (sentido), mientras que el sujeto se interpreta como el referente de dicha predicación. Eso ha conducido en la enseñanza escolar a criterios semánticos erróneos para la identificación del sujeto. Por ejemplo en las oraciones:
(4a) me gustan los helados.
(5a) Juan parecía que dormía.
La pregunta '¿A quién le gustan los helados?' podría llegar a inducir a creer que el sujeto es una primera persona, y en el segundo caso podría parecer que el sujeto de 'parecía' es 'Juan'. Sin embargo, basta usar la concordancia de sujeto y verbo en español para identificar los sujetos sintácticos de las oraciones:
(4b) me gusta el helado.
(5b) Juan y María parecía que dormían.
Por eso las mejores pruebas de identificación de sujeto no son de tipo sintáctico, como formular una pregunta, sino formales, como variar el número del verbo para ver qué nombre concuerda en número con él. De acuerdo con la gramática tradicional el predicado estaría formado por el propio verbo y una serie de sintagmas nominales llamados complementos del verbo.

### Complementos del verbo
En cuanto a la estructura, la gramática tradicional acepta que el núcleo de la predicación es sencillamente el verbo y tras él (o delante de él, en algunas lenguas) seguirían los complementos del verbo. Sin embargo, esta descripción además de errónea deja inexplicado el orden de los diversos "complementos" o sintagmas nominales obligatorios y optativos del verbo. Y solo existe salida si se dan "reglas" particulares para cada lengua concreta. Esto último puede ser de utilidad cuando se aprende una lengua concreta pero supone una renuncia a entender el procesamiento de la lengua de una forma general y válida para la diversidad de lenguas existentes. 
Además no es cierto que los complementos del verbo tengan un lugar fijo, por ejemplo en presencia de dislocaciones como sucede en la oración (el coche, lo tengo aparcado aquí cerca) un complemento puede aparecer "desplazado" fuera de su posición usual de interpretación temática y asignación de caso.
En el enfoque más moderno se abandona la idea de predicado y se postula un sintagma de tiempo, cuyo núcleo sería una categoría funcional que no tiene porqué ser una palabra concreta. Al contrario el núcleo de ese sintagma podría ser realizado por un morfema de tiempo dentro del verbo o por un auxiliar (nótese que cuando en una oración aparece un auxiliar el verbo al que acompaña aparece en infinitivo, una forma no personal de la conjugación y que por tanto no tiene flexión de tiempo). Además este enfoque moderno puede explicar ciertos hechos de la posición de los adverbios en francés y en inglés:
(6) **Jean souvent invite Marie / Jean invite souvent Marie
(7) John often visits Mary / **John visits often Mary
Juan a menudo visita a María / Juan visita a menudo a María
(8) John had often visited Mary / Jean avait souvent invité Marie
Juan había invitado a menudo a María
Las frases marcadas con dos asteriscos resultan gramaticalmente inaceptables. Nótese que la posición de los adverbios en francés (6) e inglés (7) solo acepta una posición, mientras que en español tanto la posición preverbal como la postverbal son aceptables con verbos simples. Sin embargo con verbos compuestos el inglés (8) sí admite la posición preverbal para el adverbio. Estos hechos no podían ser explicados adecuadamente antes de la introducción de la categoría funcional de tiempo. Una vez introducida se puede postular diferentes reglas muy generales de desplazamiento para cada lengua que explican porqué solo algunas de las posibilidades anteriores son aceptables.

## Partes de la oración en gramática tradicional
Otro aspecto típico de la gramática tradicional es dividir el tipo sintáctico de la oración en nueve tipos llamados tradicionalmente "partes de la oración". En idioma español, tradicionalmente son las ocho postuladas por Antonio de Nebrija más el artículo:
1. Artículo (es un tipo de determinante)
2. Sustantivo o nombre.
3. Pronombre
4. Verbo
5. Adjetivo
6. Adverbio
7. Preposición
8. Conjunción
9. Interjección

Si bien varias de ellas tienen un papel sintáctico claro, varias de las etiquetas de dicha clasificación son sintácticamente irrelevantes, o deben considerarse a un nivel diferente de los tres principales tipos: substantivo o nombre, verbo y adjetivo. En el enfoque generativista se substituye el nombre de "parte de la oración" por categoría gramatical. Las categorías gramaticales consideradas en el enfoque moderno son precisamente aquellas que pueden ser el núcleo de un sintagma endocéntrico:
- Categorías léxicas
  - Verbo, o elemento predicativo y no-designativo: [+V][-N]
  - Susbstantivos y pronombres, o elementos no-predicativos designativos: [-V][+N]
  - Adjetivos elementos predicativos y designativos: [+V][+N] que modifican elementos [-V]
  - Adverbios elementos predicativos y designativos: [+V][+N] que modifican elementos [+V]
  - Preposición (o más generalmente adposición): [-V][-N]
  - Cuantificadores y cuasideterminantes (el mismo hombre, el último año, un cierto tipo)
- Categorías funcionales
  - Determinante, que incluiría tanto a los artículos, como a los posesivos y demostrativos.
  - Tiempo, que sería el núcleo del sintagma de tiempo u "oración".
  - Complementador, que aparecería explícitamente a principio de las subordinadas, en las condicionales.

El número de categorías aquí es un asunto sometido a discusión ya que no todos los autores aceptarían las mismas categorías y no todos aceptarían la clasificación mediante los rasgos [±V] y [±N]. En particular parecen existir algunas lenguas como el náhuatl o lenguas salish como el lummi o el kalispel, donde se ha argumentado que verbos y nombres no son categorías diferentes sino elementos que según el contexto pueden hacer funciones predicativas o designativas.

## Morfología en gramática tradicional
En general, la terminología de la gramática tradicional para cada una de las formas de un paradigma de flexión nominal (caso) o flexión verbal (conjugación) recibe un nombre según la oposición estructural y no según criterios puramente sintácticos. Es decir, la terminología refleja los afijos o las formas fonológicas de la palabra más que la relación sintáctica que puede expresar dicha forma.

### Casos del nombre
En gramática tradicional el nombre convencional para el caso gramatical de una determinada forma del nombre recibe un nombre según criterios sintáctico-semánticos y no puramente sintácticos, siguiendo la tradición latina. Así es frecuente en español que se califique a los complementos del nombre introducidos por la proposición de como genitivo y que el caso de diversos complementos y adjuntos del verbo se denomine ablativo, dativo, acusativo.
Igualmente en español, el complemento verbal obligatorio de los verbos transitivos en voz activa se suele designar como acusativo o dativo (cuando va introducido por la preposición a). El sujeto se dice que está en caso nominativo.
En la gramática generativa, la noción de caso morfológico tradicional ha sido substituida o incluida dentro de la teoría del caso abstracto.

### Tiempos del verbo
Los tiempos verbales de la gramática tradicional son etiquetas para clasificar las formas del verbo. Desde el punto de vista moderno esos tiempos son la realización no del tiempo gramatical genuino, sino la realización de una serie de categorías gramaticales del verbo entre las que están además del tiempo gramatical genuino, el aspecto gramatical, el modo gramatical, la evidencialidad o la fuerza ilocutiva. Es por tanto no confundir el concepto de tiempo verbal, con el tiempo gramatical o el modo.

### Pronombres y anáforas
La gramática tradicional usa el término "pronombre" para referirse a formas gramaticales que no tienen referente fijo y distinguen la categoría de persona. Eso se parafrasea diciendo que "un pronombre substituye a un nombre", es decir, un elemento pronominal tiene por referente un tipo de entidad que usualmente puede ser referido mediante un nombre. Sin embargo, esta concepción referencial de los pronombres falla en reconocer que los pronombres genuinos están en distribución complementaria con las anáforas. Y por tanto, varios principios gramaticales de buena formación gramatical no son explícitamente reconocidos por la gramática tradicional.

### Formación de palabras
Para la gramática tradicional la morfología originalmente se refería al 
'estudio de las formas de las palabras' y, por extensión, 'estudio de la palabra'. Esto se remonta a una tradición iniciada en los trabajos de Baudouin de Courtnay según la cual están formadas por raíces y afijos que realizan la función del signo saussureano.
Para la gramática tradicional los morfemas son segmentos formados por uno o varios morfemas con un significado gramatical o semántico fijo. Sin embargo, esta visión deja de lado la ocurrencia de marcaje morfosintáctico de tipo suprasegmental, como el que ocurre en las lenguas con tono o con reduplicación. Además la gramática tradicional insiste en clasificar los morfemas segmentales en flexivos o derivativos aun cuando esta distinción es complicada desde un punto de vista estrictamente formal. Por todas estas razones el tratamiento que hace la gramática tradicional de la morfología es altamente insatisfactorio, hecho que se refleja en los enfoques modernos que incluso llegan a negar el carácter autónomo de la morfología. Más modernamente, se considera que los patrones morfológicos son el resultado de la gramaticalización y que, en cierto sentido eso es todo lo que hay en morfología.